# Poignard de Topkapi
Le Poignard de Topkapi (ou Dague de Topkapi) est un poignard courbé (janbiya) serti d'émeraudes, créé en 1746 par des artisans ottomans pour être offert en cadeau au Shah de Perse. Il est conservé au Trésor impérial du palais de Topkapi à Istanbul, qui lui donne son nom.

## Commission et provenance
Le poignard a été commandé par le sultan ottoman Mahmud Ier (règne 1730-1754) en guise d'offrande de paix au Shah d'Iran, Nadir Shah (règne 1736-1747). Il s'agissait de l'un des nombreux cadeaux de valeur transportés par Ahmad Pasha Kesrieli, accompagné de 1 000 serviteurs. Alors que l'ambassade se dirigeait vers la frontière de la Perse, les ambassadeurs ottomans apprirent l'assassinat du Shah (20 juin 1747) et retournèrent à Istanbul avec le poignard',,. Il est intéressant de noter que la veille de sa mort, Nadir Shah a envoyé un ensemble de cadeaux splendides à Mahmud Ier, le sultan ottoman, notamment des perles du golfe Persique, un trône moghol orné de bijoux et deux éléphants moghols dansants. Après le retour à Istanbul de l'ambassade ottomane avec le cadeau, l'échange de cadeaux de Nadir Shah n'a été qu'à sens unique.

## Description et symbolique
Le fourreau du poignard est orné de nombreux diamants de plus petite taille taillés en rose, ainsi que d'une section émaillée polychrome décorée de paniers remplis de fruits. Trois grandes émeraudes de Colombie sont serties dans la poignée en or,. Le pommeau du poignard comporte une montre anglaise encastrée qui est recouverte d'une autre grande émeraude.
Dans la culture ottomane, les dagues et les épées, ainsi que les chevaux, jouaient un rôle important dans les sphères militaire et religieuse, renforçant la légitimation, l'autorité et le leadership. Ce rôle symbolique des dagues ne se limitait pas aux hommes, puisque les femmes de haut rang les portaient également.
Pour l'Islam, la couleur verte est traditionnellement considérée comme la couleur du prophète Mahomet et le concept du paradis. Ainsi, l’inclusion d’émeraudes sur les cadeaux offerts aux dirigeants islamiques ou reçus de ceux-ci avait une signification supplémentaire, puisque la pierre était imprégnée d’un caractère sacré. De plus, les cadeaux contenant des émeraudes indiquaient souvent la richesse, le pouvoir et la magnificence du donateur. De grandes émeraudes, comme celles trouvées sur le poignard de Topkapi, ont été extraites dans les terres lointaines du Royaume de Nouvelle-Grenade (aujourd'hui la Colombie, près de la ville de Muzo), ajoutant encore des notions d'un autre monde et de nouveauté. Ces grandes émeraudes d'un vert profond ont été découvertes par les Européens après l'expédition du conquistador espagnol Gonzalo Jiménez de Quesada et la conquête ultérieure de la région dans les années 1530. Les émeraudes du poignard de Topkapi respiraient l'exotisme et l'opulence de la vie de cour dans les empires islamiques tels que les Ottomans, les Safavides et les Moghols.

## Représentations culturelles
Le poignard de Topkapı est l'un des objets les plus célèbres de la collection du Trésor du palais de Topkapı. Le poignard était le thème principal du film comique Topkapi de Jules Dassin de 1964, dans lequel il devenait l'objet désiré du personnage principal, joué par Melina Mercouri. Celle-ci, avec un groupe de voleurs de bijoux de « classe mondiale », complote pour voler le poignard du palais de Topkapi.